# Abasa (Stadt)
Abasa (russisch Абаза́, Abkürzung von «Абака́нский Заво́д»/Abakanski Sawod = Abakan-Werk) ist eine Stadt in Chakassien (mittleres Südsibirien, Russland) am Fluss Abakan. Sie liegt etwa 150 km südwestlich der Republikshauptstadt Abakan und hat 17.115 Einwohner (Stand 14. Oktober 2010). Die Ortschaft wurde 1856 zum Abbau von Eisenerz gegründet (1926–1957 unterbrochen) und besitzt seit 1966 den Status einer Stadt. In ihrer Nähe breiten sich weite Steppen aus, die von den Bergketten des Sajan mit seinen Taigawäldern eingefasst werden. Dies ist eines der abgelegensten Gebiete Chakassiens.

## Geografie

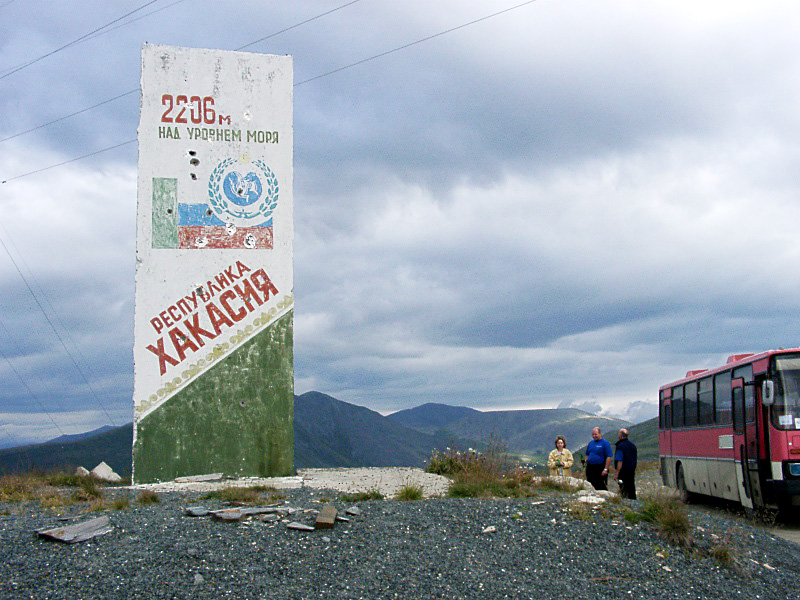
Sajanski-Pass auf Höhe an der Grenze zwischen Chakassien und Tuwa

Abasa liegt am Ausgangspunkt der 250 km langen Gebirgsstraße nach Tuwa, einer von lediglich zwei Verbindungsstraßen, die in diese abgelegene Republik führen. Die eine verläuft von Abakan über Abasa durch die Schluchten des Westsajan-Gebirges und über den Sajanski-Pass auf 2206 m Höhe nach Ak-Dowurak in Tuwa. Die andere führt von Abakan über Nischni Suetuk, ein 1740 gegründetes Kosakendorf, durch das Ost-Sajangebirge zur tuwinischen Hauptstadt Kysyl.
Der Fluss Abakan führt bei Abasa im März lediglich eine durchschnittliche Wassermenge von 35 m³/s (minimaler Monatsschnitt 13 m³/s). Nach der Schneeschmelze im Sajan schwellen die Wassermassen im Juni jedoch auf durchschnittlich 918 m³/s (maximaler Junischnitt sogar 2050 m³/s) an. Durch ein Hochwasser im Jahre 2000 wurde eine Brücke mitgerissen und damit die eine Verbindung nach Tuwa unterbrochen.

### Bevölkerungsentwicklung
| Jahr | Einwohner |
| ---- | --------- |
| 1959 | 11.646    |
| 1970 | 15.202    |
| 1979 | 15.818    |
| 1989 | 17.630    |
| 2002 | 18.052    |
| 2009 | 17.115    |

Anmerkung: Volkszählungsdaten

## Wirtschaft
In den 1950er Jahren wurde ein neues metallurgisches Kombinat gebaut und das Gebiet über eine Eisenbahnstrecke an die Kusbass-Region angeschlossen. Zur selben Zeit entstand auch die Straßenverbindung, die heute über den Sajanski-Pass zu den Asbestminen von Ak-Dowurak und weiter nach Kysyl führt.
Abasa besitzt eine typische Eisenerz-Lagerstätte, deren Hauptmineralien Magnetit und Hämatit sind und in der als Nichterzmineral Granat vorkommt. Als Begleitmineralien sind hier Chalkopyrit, Pyrit und Epidot mit eingelagert. Diese Lagerstätte war bereits in der Eisenzeit bekannt und wird seit Mitte des 19. Jahrhunderts industriell ausgebeutet. Der Eisengehalt des Erzes beträgt über 40 %. 1988 erreichte die Erzförderung einen Betrag von 3,5 Millionen Tonnen.